# Марія Консолата Колліно
Марія Консолата Колліно (італ. Maria Consolata Collino, нар. 9 грудня 1947, Турин, Італія) — італійська фехтувальниця на рапірах, срібна призерка Олімпійських ігор 1976 року.

## Виступи на Олімпіадах
| Олімпіада     | Дисципліна           | Місце     |
| ------------- | -------------------- | --------- |
| Мюнхен 1972   | індивідуальна рапіра | 5 p1 r3/4 |
| Мюнхен 1972   | командна рапіра      | 4         |
| Монреаль 1976 | індивідуальна рапіра | 2         |
| Монреаль 1976 | командна рапіра      | 5         |